# Суинборн, Рой
Ройстон Гарри Суинборн (англ. Royston Harry Swinbourne; 25 августа 1929 — 27 декабря 2015), более известный как Рой Суинборн (англ. Roy Swinbourne) — английский футболист, центральный нападающий. Был «сильным, хорошо играющим в воздухе и прирождённым бомбардиром».

## Футбольная карьера
Начал карьеру в любительском клубе «Уот Уондерерс» (Wath Wanderers), а в 1944 году стал игроком «Вулверхэмптон Уондерерс», а год спустя стал профессиональным футболистом.
В основном составе «волков» дебютирова 17 декабря 1949 года в матче против «Фулхэма». Уже в сезоне 1950/51 стал регулярным игроком основного состава, завершив сезон в качестве лучшего бомбардира с 22 забитыми мячами. Вместе с Деннисом Уилшо составил «мощный двойной наконечник копья» в атаке «Вулверхэмптон Уондерерс». В сезоне 1952/53 вновь стал лучшим бомбардиром клуба, забив 21 мяч. В сезоне 1953/54 забил за «волков» 24 мяча, что стало его лучшим результатом в карьере и помогло команде стать чемпионом Англии. Именно Суинборн забил два мяча в последней игре сезона (2:0 против «Тоттенхэм Хотспур» 24 апреля 1954 года), в которой «волки» гарантировали себе чемпионский титул. В следующем сезоне Рой забил два гола в знаменитом матче против будапештского «Гонведа», в котором «волки» победили со счётом 3:2.
В 1955 году Суинборн сыграл за вторую сборную Англии (England B) в матче против второй сборной Германии, отличившись забитым мячом. В ноябре 1955 года серьёзно повредил колено, пытаясь перебежать через группу телеоператоров на поле клуба «Лутон Таун» «Кенилуэрт Роуд». Вернувшись к игре через несколько недель, вынужден был покинуть поле из-за рецедива травмы колена, после чего ему была проведена операция. Он не смог вернуться в профессиональный футбол, и в мае 1957 года объявил о завершении карьеры.

## После завершения карьеры
Проживал в Кинвере, графство Стаффордшир. Впоследствии был помещён в дом престарелых в Киддерминстере, страдал от сосудистой деменции. Умер там же в возрасте 86 лет 27 декабря 2015 года. У него осталась вдова Бетти и двое дочерей, Джейн и Хелен.

## Достижения
Вулверхэмптон Уондерерс
- Чемпион Первого дивизиона: 1953/54
- Второе место в Первом дивизионе: 1949/50, 1954/55